# Honda Type R

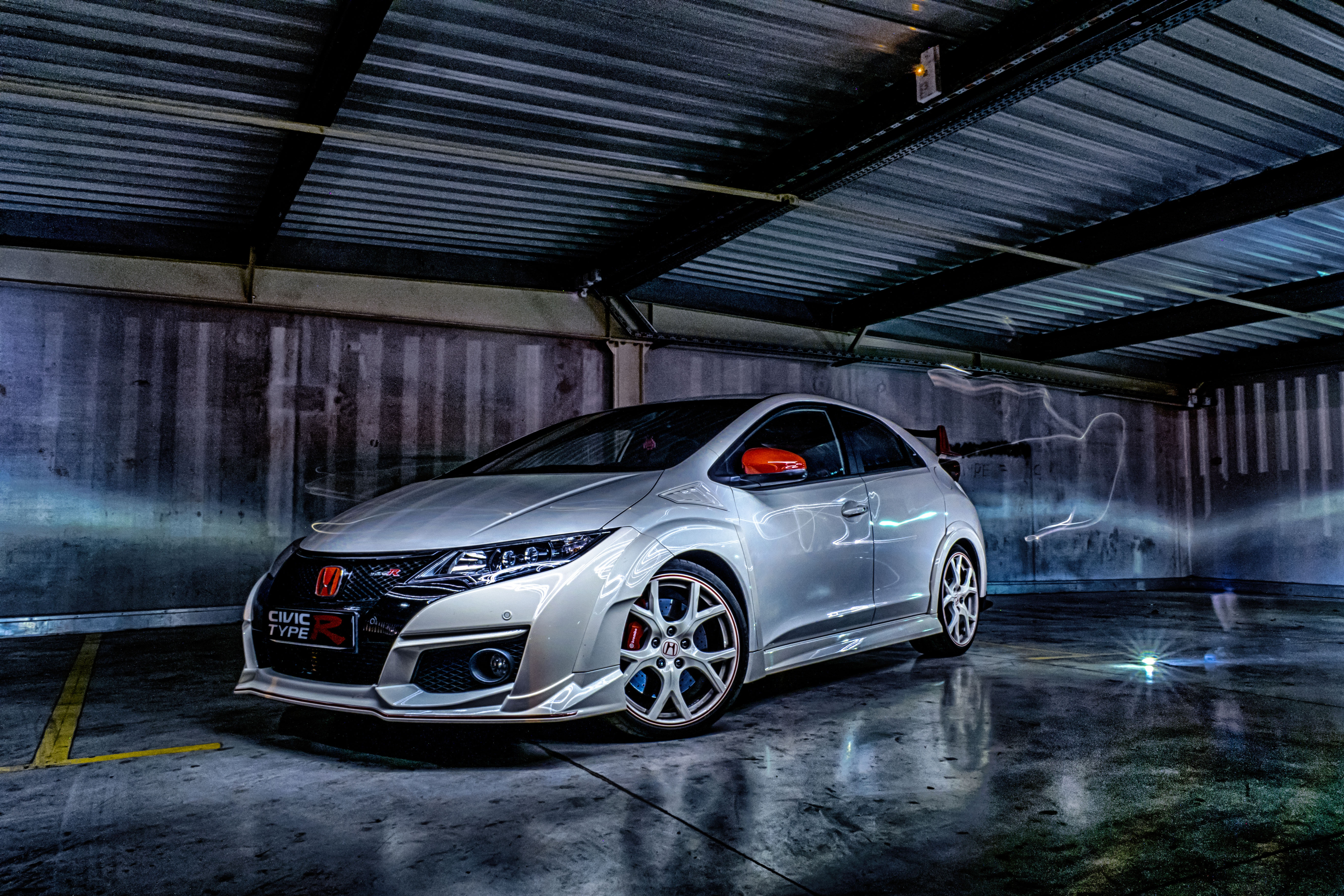
Honda Civic Type R FK2 White

Les Honda Type R sont les modèles sportifs les plus performants du constructeur Honda automobile.
Shigeru Uehara, ingénieur développement des modèles sport, et Nobuhiko Kawamoto, PDG de Honda de 1990 à 1998, furent à l'origine de ce programme.

## Description
Les Type R (R pour « Racing ») ont été pensées pour la course, avec un minimum d'équipement pour un poids minimum, et un maximum de performance. Au début, les Type R étaient destinées à la course, puis, elles furent lancées sur un marché plus large, ouvert au public à la recherche d'automobiles sans concessions. Pour le constructeur japonais, la gamme R est un moyen de profiter de l'expérience et la notoriété acquises en F1. Elles ont la réputation d'avoir un très bon moteur capable de régime de rotation très élevé (équipées du système VTEC), un châssis performant et des suspensions à la hauteur.
La tradition veut que les Type R soient de couleur blanche (Championship White) avec un logo Honda rouge en référence à la première victoire de Honda en F1. Celle-ci eu lieu au grand prix du Mexique en 1965 remportée par la RA 271 qui portait cette couleur. Elles portent aussi de logos type R sur les flancs et la malle arrière.
Pour ce qui est de leur finition intérieure, leur signature est la présence de sièges baquets Recaro rouge, d'un volant Momo et d'un pommeau de levier de vitesse en titane et de jantes blanche (Championship White).
Le célèbre pilote automobile belge Paul Frère a participé à la mise au point des premiers modèles.

## NSX Type R
Uniquement au Japon
C'est la première de la lignée des type R. 120 kg, c'est le poids gagné par la NSX type R sur son homologue de base qui elle-même était très légère de par sa structure totalement composée d'aluminium. Capots avant, arrière et aileron sont en carbone. Une partie de la tringlerie de boite est en titane. Elle est débarrassée de ses insonorisants mais est dotée de jantes Enkei en magnésium, de baquets en carbone Recaro SP-A et d'un volant Momo. Son moteur lui gagne 6 chevaux.
Elle a été produite de 1992 à 1995 à 483 exemplaires.
Moteur
- Moteur : C32B
- Puissance maxi : 280 ch à 7 300 tr/min
- Puissance au litre : 88 ch
- Couple maxi : 31 mkg à 7 000 tr/min
- Couple au litre : 9,7 mkg
- Cylindrée : 3 179 cm3
- Rapport volumétrique : 10,2:1
- Type : V6 DOHC VTEC
- Disposition : arrière
- Bloc/culasse : alliage / alliage
- Soupapes par cylindre : 4
- Arbre à cames : double (VTEC)

Transmission
- Type : propulsion
- Rapports de boîte :
  - 1re : 3,066
  - 2e : 1,956
  - 3e : 1,428
  - 4e : 1,125
  - 5e : 0,914
  - 6e : 0,717
- Rapport de pont : 4,235

Châssis
- Châssis : NA2
- Carrosserie : coupé 2 portes
- Nombres de places : 2

Roues
- Dimensions AV : 215/45 R17
- Dimensions AR : 255/40 R17

Poids
- Poids annoncé : 1 270 kg
- rapport poids/puissance : 4,5 kg/ch

Prix de vente neuf (prix approximatif et hors taxe): 13 000mil ¥ (soit environ 97 000 €)

## Integra Type R (appelée aussi ITR)
Présentée dès 1994 sur les marchés japonais et américain, elle fait son entrée sur le marché français au printemps 1998.
Elle n'y sera diffusée que deux ans à environ 430 exemplaires.
En décembre 1998, elle est élue sportive de l'année par le magazine de sport automobile Échappement devant la Hommell berlinette RS et la BMW Z3 M.

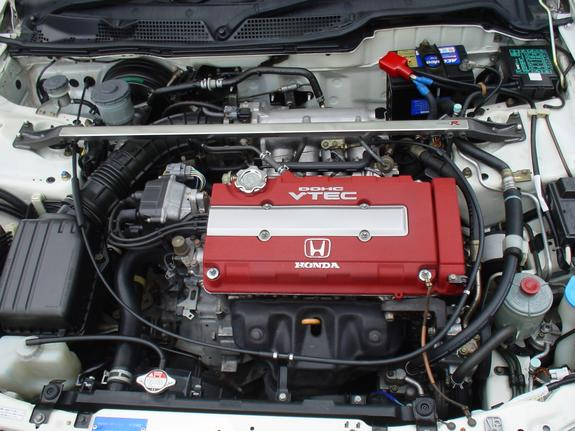
Honda Integra Type R

Caractéristiques pour une version Europe
Moteur
- Type moteur : B18C6
- Puissance maximale : 190 ch a 7 900 tr/min
- Puissance au litre : 106 ch
- Couple maxi : 19 mkg a 7 300 tr/min
- Couple au litre : 10,6 mkg
- Cylindrée : 1 797 cm3
- Régime maximum : 8 650 tr/min
- Type : 4 cylindres en ligne
- Disposition : avant transversale
- Bloc/culasse : alliage / alliage, conduits d'admissions polis à la main, collecteur d'échappement en triple Y
- Équipage mobile : 4 soupapes allégées par cylindre à ressort double, pistons traités au molybdène, vilebrequin à huit paliers, bielles renforcées. Toutes les pièces en mouvement ont fait l'objet d'un équilibrage complet
- Distribution : double arbre à cames en tête (Système V-TEC, levée d'ouverture variable (en anglais, variable timing and lift electronic control)
- Entraînement : courroie crantée

Ces caractéristiques font que ce moteur se révèle souple à bas régime mais vigoureux dans les tours. En effet il dévoile un caractère affirmé à haut régime quand le VTEC se déclenche et produit la sonorité typique d'un moteur de course en délivrant tout son couple et toute sa puissance. La vitesse linéaire de ses pistons, 24,4 mètre par seconde, le rapproche des blocs de grand prix.
Transmission
- Type : traction
- Différentiel : à glissement limité, de type Torsen
- Rapport de boîte :
  - 1re : 3,091
  - 2e : 1,864
  - 3e : 1,468
  - 4e : 1,029
  - 5e : 0,795
- Rapport de pont: 4,785

Châssis
- Type Châssis : DC2
- SCx : 0,68
- Cx : 0,32
- Carrosserie : coupé 3 portes
- Nombres de places : 4
- Suspension avant : double triangles superposés, amortisseurs à gaz, ressorts hélicoïdaux
- Suspension arrière : bras longitudinaux et transversaux, amortisseurs à gaz, ressorts hélicoïdaux
- Barre stabilisatrice avant : 24 mm
- Barre stabilisatrice arrière : 22 mm
- Barre anti-rapprochement avant, ainsi qu'une barre anti-rapprochement arrière (en option) gage de la grande rigidité de la caisse.
- Freinage : ABS
- Freins avant : disques ventilés (282 x 23 mm)
- Freins arrière : disques pleins (260 x 9 mm)

Ce châssis permet à la Honda intégra de faire preuve de motricité et d'agilité. Son comportement dynamique est proche de celui d'une propulsion ce qui est rare pour une traction. Le but des ingénieurs HONDA était de la rendre efficace sur route et circuit tout en procurant sensation et plaisir à son conducteur.
Roues

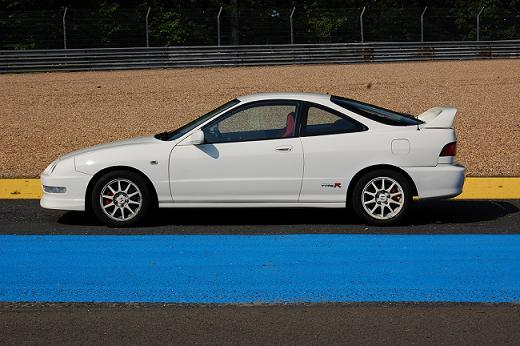
Honda Integra profil

- jantes à bâtons Enkei peintes en blanc
- Pneumatiques : Bridgestone
- Dimensions AV et AR : 195/55 R15
- Jantes : 6.0J x 15

Poids/dimensions
- Poids annoncé : 1 125 kg
- rapport poids/puissance : 5,9 kg/ch
- Répartition du poids AV / AR (%) : 62 / 38
- Longueur : 4 400 mm
- Largeur : 1 690 mm
- Hauteur : 1 330 mm
- Empattement : 2 570 mm
- Voie avant : 1 482 mm
- Voie arrière : 1 480 mm

Performances

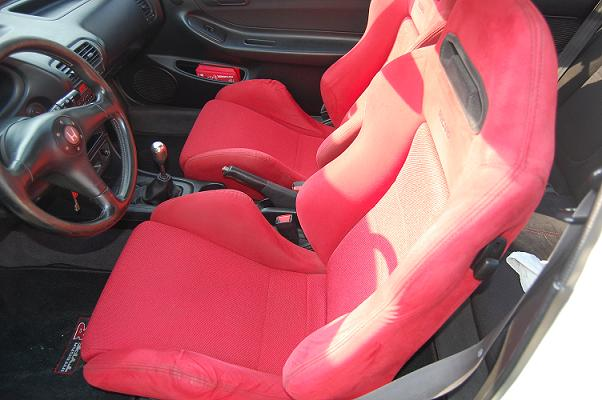
Intérieur Honda Integra

- d'après le constructeur, vitesse maximale : 240 km/h à 100 km/h : 6,7 s

Version Europe
L'Integra type R était disponible uniquement dans sa robe blanche et ses sièges baquets Recaro SR rouges en France. Mais dans les autres pays d'Europe, le choix de la teinte s'étendait au noir, rouge, jaune,de même pour les sièges baquets disponibles. Elle était aussi équipée d'un volant Momo Daytona 3 gaîné de cuir et d'un pommeau de levier de vitesse en titane.
Tous les modèles reçoivent une plaque numérotée placée sous le levier de frein à main.

## Civic Type R (appelée aussi CTR)
La Honda Civic Type R (en japonais :ホンダ・シビックタイプR, Hepburn :Honda Shibikku Taipuāru) est une série de modèles de berlines sportives compactes basés sur la Civic, développés et produits par Honda depuis septembre 1997. La première Civic Type R était le troisième modèle à recevoir le badge Type R de Honda (après la NSX et l'Integra). Les versions Type R de la Civic présentent généralement une carrosserie allégée, un moteur spécialement préparé et des freins et un châssis améliorés, et ne sont proposées qu'avec une transmission manuelle à cinq ou six rapports. Comme pour les autres Type R, le rouge est utilisé en arrière-plan du badge Honda pour les distinguer des autres modèles.

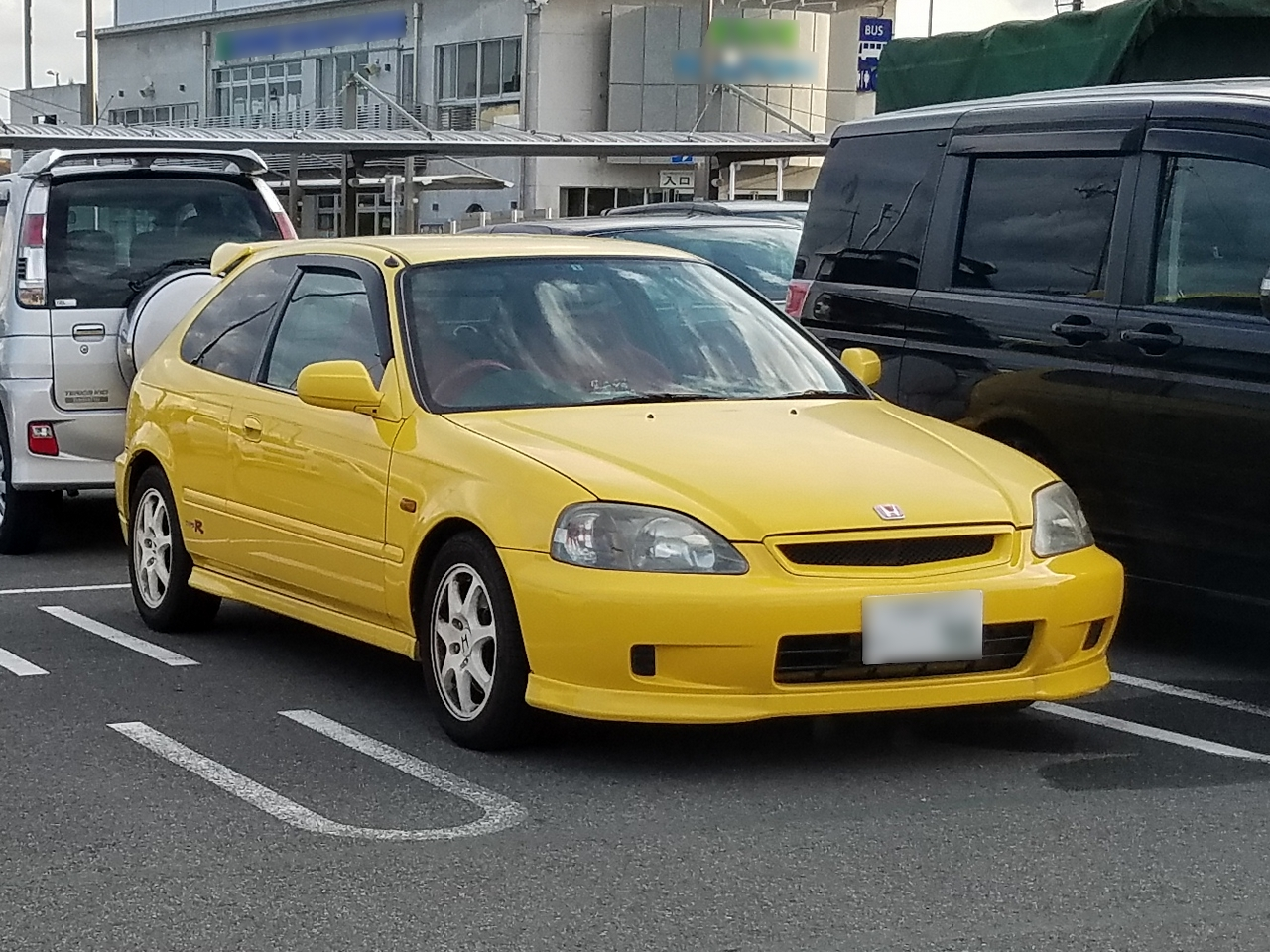
1999 Honda Civic Type R (EK9)
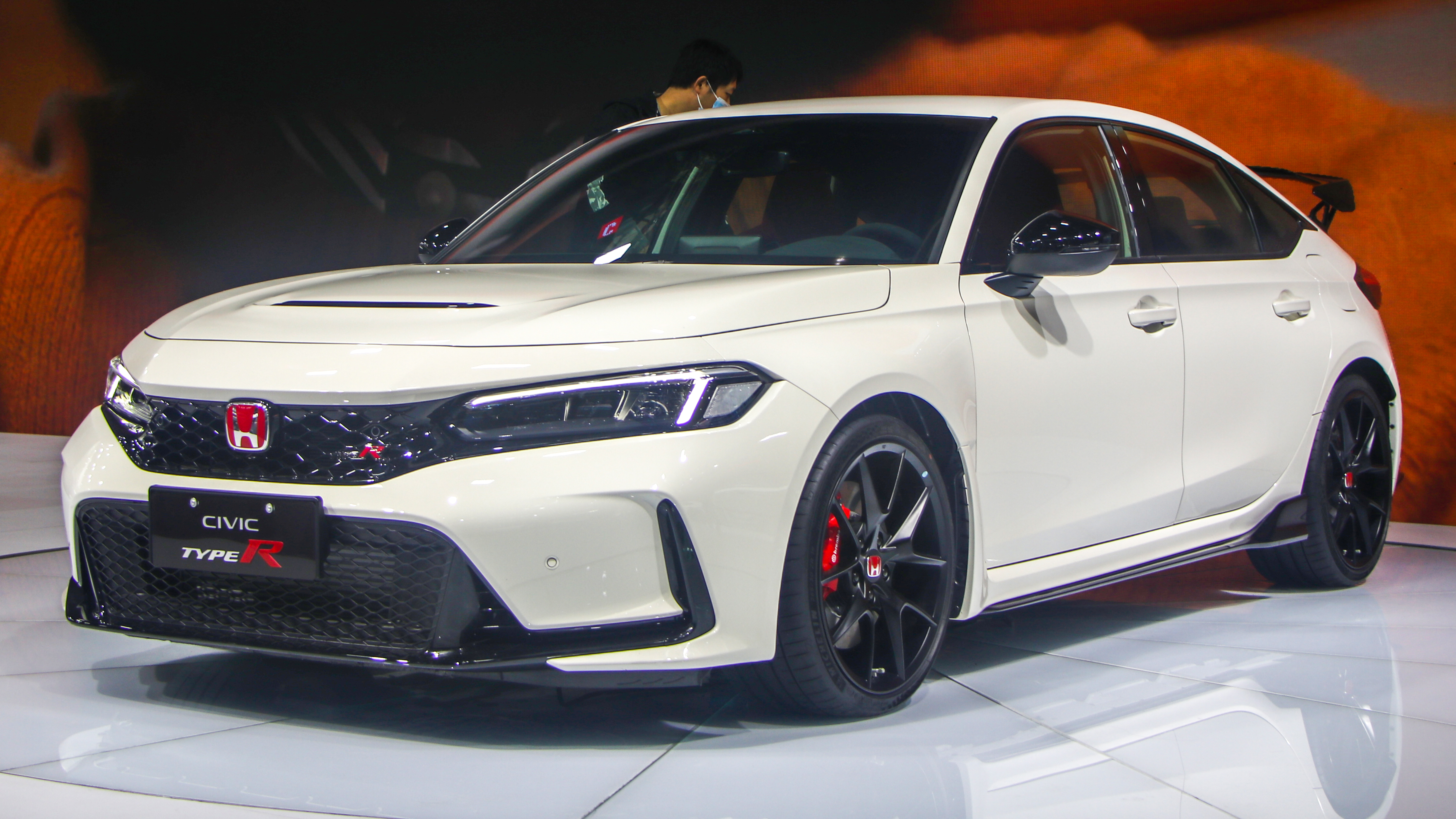
2022 Honda Civic Type R (FL5)

## Accord Type R (appelée aussi ATR)[1]

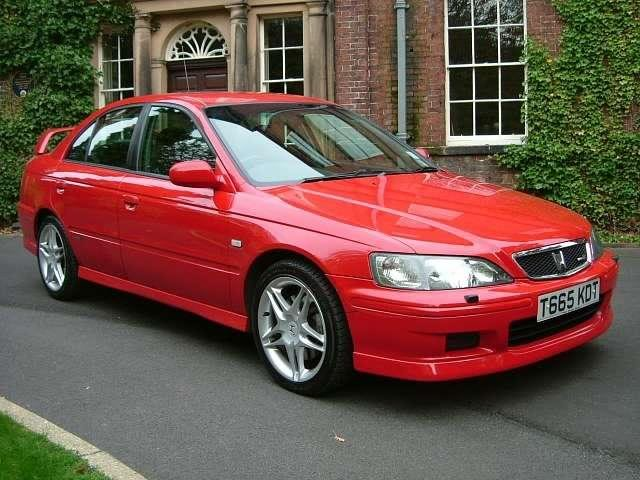
Honda Accord Type R (phase 1)

Honda Accord VI Type R (1999 - 2001) :
Elle a été présentée au salon de Paris en 1998 et est le fruit du travail de l'équipe de Kenzo Suzuki. Ainsi Honda fait son entrée dans la catégorie des familiales sportives. Son moteur 4 cylindres VTEC lui procure des performances de haut niveau et lui permet de tenir tête à des modèles semblables équipés de 6 cylindres. Grâce à une mise au point châssis très fine, cette berline fait preuve d'une grande agilité. Son secret ? une caisse rigide, un train avant incisif et un autobloquant pour une motricité parfaite.
Elle est la type R des bons pères de famille.
Caractéristiques pour une version Europe
Moteur
- Moteur H22
- Puissance maxi : 212 ch à 7 300 tr/min
- Puissance au litre : 96 ch
- Couple maxi : 21,9 mkg à 6 700 tr/min
- Couple au litre : 9,9 mkg
- Cylindrée : 2 157 cm3
- Type : 4 cylindres en ligne
- Disposition : transversale avant
- Soupapes par cylindre : 4
- Arbre à cames : double (VTEC : levée d'ouverture variable)
- Entrainement : courroie
- Châssis : CH1

Poids/dimensions
- Poids annoncé : 1 344 kg
- Rapport poids/puissance : 6,3 kg/ch

Performances
- D'après le constructeur, vitesse maxi : 231 km/h ; 0 à 100 km/h: 7,2 s